# 송 민공 (공)
송 민공(宋湣公, 宋閔公)은 중국 서주 시대의 인물로, 제5대 송공이다. 성은 자(子), 휘는 공(共)이다.
4대 송공 송 정공의 아들로, 아버지가 죽자 그 뒤를 이었다.

## 가계
- 송 정공 (아버지)
  - 송 민공
    - 불보하
    - 송 여공

  - 송 양공